# Shannon Bream
Shannon Bream (Tallahassee, 23 de dezembro de 1970) é uma jornalista estadunidense. Em 2017, Bream se tornou a apresentadora do programa Fox News @ Night.

## Carreira
Antes de ingressar na Fox News em 2007, Bream trabalhou para a WRC-TV (NBC) em Washington, DC e WBTV (CBS) em Charlotte, Carolina do Norte. Formada na Faculdade de Direito da Universidade Estadual da Flórida e na Liberty University, iniciou sua carreira de jornalista na WFTS-TV (ABC) em Tampa, Flórida. 